# Taulant Xhaka
Taulant Ragip Xhaka (Basilea el 28 de març de 1991) és un jugador de futbol albanès que juga com a defensa amb el Basilea i la selecció albanesa.